# Erasmus Lapicida
Erasmus Lapicida, également connu sous le nom de Rasmo Steinschneider, est un compositeur allemand de la Renaissance, né vers 1440 et décédé, probablement centenaire, le 19 novembre 1547 à Vienne. Auteur de frottole, motets et lieder dont une partie nous est parvenue, reconnu par ses contemporains, il a été au service de plusieurs hauts dignitaires du Saint-Empire.

## Biographie
Ses origines sont inconnues ; néanmoins, à l'aune de sa musique, plusieurs hypothèses ont été avancées : Pays-Bas, Allemagne ou Italie, notamment.
Il a été au service du Prince-électeur Louis V du Palatinat de 1510 à 1520. Il a ensuite passé les trente dernières années de sa vie à l'abbaye bénédictine du Schottenstift à Vienne, où il avait obtenu un poste de l'archiduc d'Autriche, devenu par la suite Ferdinand Ier, empereur des Romains.

## Œuvre
Son œuvre, couvrant les registres sacrés et profanes (motets, lieder, frottole), nous est partiellement parvenue, notamment à travers certaines publications de l'imprimeur Ottaviano Petrucci, à Venise.